# Lasianthus linearisepalus
Lasianthus linearisepalus är en måreväxtart som beskrevs av Cheng Yih Wu och Hua Zhu. Lasianthus linearisepalus ingår i släktet Lasianthus och familjen måreväxter. Inga underarter finns listade i Catalogue of Life.